# Clint Barton
Pour les articles homonymes, voir Barton, Œil-de-faucon et Hawkeye.
Clinton « Clint » Barton, alias Œil-de-faucon (« Hawkeye » en version originale) est un super-héros/anti-héros allant commettre des crimes et des meurtres pour sa vengeance évoluant dans l'univers Marvel de la maison d'édition Marvel Comics. Créé par le scénariste Stan Lee et le dessinateur Don Heck, le personnage de fiction apparaît pour la première fois dans le comic book Tales of Suspense #57 en septembre 1964.
Le personnage est principalement connu sous l'identité de l'archer et membre de l'équipe des Vengeurs nommé Œil-de-faucon (en VF), mais il a également utilisé d'autres alias, tels que Goliath (lorsqu'il utilisa un sérum le faisant changer de taille, qui avait été conçu par le docteur Hank Pym) et celui de Ronin (lorsqu'il utilisa des armes traditionnelles japonaises comme des nunchakus, des shurikens ou des sabres).
Le personnage a été adapté dans l'univers cinématographique Marvel à partir du film Thor (2011), où il est interprété par l'acteur Jeremy Renner.

## Biographie du personnage

### Origines
Enfant, Clint Francis Barton s'échappe d'un orphelinat pour rejoindre un cirque. Entraîné par Trickshot et Swordsman, il rejette ce dernier quand il découvre qu'il est un criminel.
Il rencontre Natasha Romanoff, la Veuve noire, une espionne russe avec qui il a une liaison avant que celle-ci ne suive Daredevil.
Il se bat plusieurs fois contre Iron Man qui finit par l'inciter à devenir un super-héros. Il devient alors membre des Vengeurs. Dans l'équipe, ses rapports sont parfois houleux avec Vif-Argent et Captain America dont il accepte mal les ordres. Il n'est pas insensible à la beauté de la Sorcière rouge, la sœur de Vif-Argent (elle n'avait pas encore rencontré son futur mari, la Vision).
Pour sauver Natasha Romanoff, il abandonne son arc et devient Goliath (2e du nom après Henry Pym), pouvant désormais modifier sa taille et sa masse. Ceci peu avant la mort de son frère Barney, qui sacrifie sa vie pour détruire le projecteur de rayons de Tête-d'œuf dans sa station spatiale. Après avoir repris son costume d'Œil-de-Faucon, il devient brièvement le « Golden Archer (en) » pour inciter Steve Rogers (Captain America) à reprendre sa lutte contre le crime. D'un esprit plutôt frondeur, Barton quitte l'équipe plusieurs fois pour travailler en solo ou avec d'autres équipes mais y revient toujours. Il venge involontairement la mort de son frère en tuant accidentellement Tête-d'œuf.
Après avoir épousé Barbara Morse (Oiseau moqueur, « Mockingbird » en VO), la Vision lui propose de diriger une nouvelle équipe. Il devient le chef des Vengeurs de la Côte Ouest composé d'Iron Man, Wonder Man, Tigra et Oiseau moqueur. Après le meurtre de celle-ci par Méphisto (en fait la Skrull H'rpra, qui avait pris l'identité de Barbara Morse), l'équipe des Vengeurs de la côte Ouest est dissoute par Vision.
Il a été brièvement membre des Vengeurs des Grands Lacs.
Barton retourne à New York et ne rejoint les Vengeurs qu'au début du crossover Trahison. Ils combattent Onslaught et sont envoyés sur la Contre-Terre par Franklin Richards pour le détruire, alors que le reste du monde croyait qu'ils étaient morts.
Lorsque les Vengeurs reviennent dans leur propre monde, Barton continue à servir en tant que membre bien qu'il ait de fréquents désaccords avec l'équipe. Après des années de combats aux côtés des Vengeurs, on lui propose de diriger les Thunderbolts. Étant réceptif à leur sort en tant qu'anciens criminels essayant de racheter leurs actions passées, Barton décide de les aider à devenir une équipe de super-héros légitime. Il se fait d'abord passer pour le criminel Dreadknight pour rencontrer l'équipe, avant de se présenter officiellement et de présenter ses intentions. Il entre également dans une relation amoureuse avec Opale (Karla Sofen). En tant que leader, il dirige les Thunderbolts aux côtés, et parfois contre ses anciens coéquipiers des Vengeurs, jusqu'à son départ du groupe.
Après de nouveau avoir rejoint les Vengeurs, Barton commence une liaison avec Janet Van Dyne, provoquant des tensions avec son ancien mari, Hank Pym. Pendant l'arc Avengers Disassembled, lors d'un assaut des Kree sur New York (secrètement simulé par la Sorcière rouge), il meurt en détruisant le vaisseau-mère Kree dans une explosion. Son corps n'est pas retrouvé. Une nouvelle archère, Kate Bishop, apparaît alors parmi les Jeunes Vengeurs (Young Avengers) et reprend le nom d'« Hawkeye » en hommage à Barton.

### Chez les New Avengers
À la suite du crossover House of M, la Sorcière rouge (Wanda Maximoff) transforme la réalité et, dans la réalité résultante, Clint Barton est toujours en vie. Il fait alors partie de la résistance humaine menée par Luke Cage. Lors d'un assaut des rebelles, il est effacé de la réalité par l'un des fils de la Sorcière rouge. Cette dernière change de nouveau la réalité, faisant disparaître la réalité alternative « House of M » et 90 % des mutants de la Terre. Elle fait réapparaître Clint Barton bien vivant, mais amnésique des derniers évènements.
Sur les conseils du Docteur Strange, il part sur le mont Wundagore en Transie et trouve une Wanda Maximoff vivant une vie normale et sans pouvoirs. Quand il revient aux États-Unis, il rencontre les Nouveaux Vengeurs à la fin de l'épisode Civil War. Il choisit le camp des rebelles et reprend l'identité de Ronin (un guerrier sans maître) quand Maya Lopez abandonne le costume.
Il devient ensuite un espion du SHIELD et a aussi fait partie des Vengeurs Secrets, une équipe de Vengeurs sous les ordres de Maria Hill, alors directrice du SHIELD.

### Secret Invasion
Pendant l'invasion Skrull, Clint Barton se dirige vers la Terre sauvage avec les New Avengers pour enquêter sur un vaisseau Skrull qui s'y est écrasé. Là, avec les Puissants Vengeurs, ils rencontrent de nombreux héros du passé, dont un « Hawkeye » et une « Oiseau moqueur ». Le « Hawkeye » découvert est un Skrull, mais après que Clint interroge « Oiseau moqueur » sur sa fausse couche, il croit vraiment qu'elle est sa défunte épouse.
Ses coéquipiers Luke Cage et Wolverine sont plus méfiants. Cela est justifié plus tard, lorsque Clint est démenti par Mr Fantastique dont la technologie force les Skrulls à revenir à leurs vraies formes. Clint abat alors l'imposteur Skrull de Bobbi Morse. Enragé par une telle tromperie, il devient plus déterminé à s'opposer aux envahisseurs Skrulls, et n'a aucune hésitation à les tuer. Au cours de la bataille finale aux côtés de dizaines de super-héros, il utilise son vieil arc (abandonné par Kate Bishop blessée) pour tuer plusieurs Super-Skrulls et blesser gravement la reine Skrull, Veranke, qui avait orchestré toute l'invasion en tant que Spider-Woman. Après le combat, on découvre que les personnes remplacées par les Skrulls étaient bien vivantes, y compris Bobbi.

### Dark Reign
Dans le crossover Dark Reign, quand Norman Osborn devient directeur de la sécurité nationale des États-Unis et met sur pied sa propre équipe des Vengeurs (avec le Tireur dans le costume de l'archer), Clint Barton, toujours recherché par la justice, est le seul des Vengeurs à vouloir le supprimer. Il s'introduit dans la tour des Vengeurs pour assassiner le psychopathe, mais est stoppé par le dieu Arès et capturé.
Après avoir été libéré par ses compagnons, l'équipe finit par faire chuter Norman Osborn et mettre fin à son règne.

### Aventures en solo
Toujours membre des Vengeurs, Clint Barton est aussi utilisé par le SHIELD et gère sa vie en solo.
Outre ses démêlés avec ses voisins et ennemis, Barton doit aussi faire face au retour de son frère Barney qui, entraîné par le même formateur archer que lui, cherche à le détruire, reprenant pour l'occasion le pseudonyme de Trickshot.

### L'Âge héroïque
Quand Steve Rogers forme une nouvelle équipe de Vengeurs, Clint Barton rejoint l'équipe et revient à son identité d'Œil-de-faucon (bien qu'il ait encouragé Kate Bishop à conserver également l'identité Hawkeye). Lui et Oiseau moqueur sont également membres des New Avengers, bien que Barton ait ensuite quitté l'équipe lorsqu'il reçoit un appel prioritaire des Vengeurs de l'équipe principale, affirmant qu'il n'est là que pour passer du temps avec sa femme.

### Avec Oiseau moqueur
Clint Barton aide ensuite Oiseau moqueur et son organisation antiterroriste, l'Agence Mondiale de lutte contre le Terrorisme (W.C.A.). Ensemble, ils contrecarrent l'opération illégale d'armement de Crossfire et rencontrent le descendant de Lincoln Slade, Jaime Slade, qui devient plus tard le nouveau Phantom Rider. Crossfire et le nouveau Phantom Rider s'associent pour combattre les héros.
Cette querelle fait des victimes, avec la mère d'Oiseau moqueur gravement blessée et la mort d'Hamilton Slade, tous deux des mains de Crossfire. Barton quitte la W.C.A. après qu'il est devenu clair que sa relation avec Oiseau moqueur est devenue trop tendue. Cependant, il le rejoint rapidement après avoir été informé par Steve Rogers qu'une liste d'espions internationaux tués incluent Oiseau moqueur.

### Fear Itselfet Secret Avengers
Au cours de l'attaque du dieu serpent asgardien Cul sur Terre, Clint Barton développe des sentiments pour sa camarade des Vengeurs Spider-Woman, après avoir combattu « Nul » (Hulk) au Brésil. Par la suite, ils affichent une relation très curieuse, à la grande consternation d'Oiseau moqueur. Le couple se retrouvé au milieu de Spider-Island et d'une nouvelle campagne de Norman Osborn ralliant les forces combinées du HAMMER, HYDRA, la Main et l'A.I.M. contre les héros.
Puis Captain America laisse la direction des Secret Avengers entre les mains de Barton. Il recruté à son tour Giant-Man (Hank Pym), Captain Britain (Brian Braddock), l'Agent Venom (Flash Thompson) et la Torche Humaine originale (Jim Hammond) pour compléter la liste de l'équipe. Il dirige ensuite les Secret Avengers contre le Père, un savant fou voulant prendre de contrôle de la Terre.

## Famille
Source : marvel-world.com
- Harold Barton (père, décédé)
- Edith Barton (mère, décédée)
- Charles Bernard « Barney » Barton (en) (Trickshot, frère aîné, à ne pas confondre avec  Trickshot, l'alias de Buck Chisholm)
- Barbara « Bobbi » Morse (Oiseau moqueur, « Mockingbird » en VO, ex-épouse)
- un fils non identifié (mort avant sa naissance)
- Brett Barton (ancêtre, décédé)
- Mack Barton (ancêtre, décédé)
- Susan Morse (ex-belle-mère)
- Ben Morse (ex-beau-frère)

## Pouvoirs, capacités et équipement
Bien que Clint Barton ne possède aucun super-pouvoir, il est néanmoins doté d'une vision excellente. C'est un archer hors pair capable de tirs de grande précision, ainsi qu'un tireur d’élite expert. Il avouera un jour à Spider-Man qu'il s’entraîne énormément pour ne jamais rater sa cible car, dans une équipe composé de surhommes et d'un dieu (Thor), c'est la seule chose qui le rend spécial.
Il a également reçu une formation approfondie dans les arts martiaux prodiguée par Captain America, ce qui fait de lui un homme très dangereux en combat rapproché ou avec des armes blanches en général.
Au combat, Barton utilise un arc personnalisé avec diverses flèches aux propriétés spéciales. Certaines sont composées d'adamantium ou de vibranium ; d'autres renferment des substances variées ou des dispositifs spéciaux (acide, explosif, fumigène, taser, attaque sonique, grappin, filet, etc.).
En tant que Goliath, Barton utilisait les « particules Pym » pour changer de taille et augmenter sa force, et combattait à mains nues. En tant que Ronin, il utilisait des shurikens, des nunchakus et maniait également d'autres armes blanches.

## Version alternative

### Old Man Logan
Dans la réalité parallèle de Old Man Logan (en), les super-vilains menés par Crâne rouge ont vaincu et tué la plupart des super-héros.
Barton a perdu ses amis les Vengeurs en combattant les super-vilains et se sent humilié car les vilains ne l'ont pas tué. Cinquante ans plus tard, il est devenu aveugle (même s'il reste bon combattant) et demande à Wolverine (désormais fermier et père de famille qui ne veut plus se battre) de lui servir de chauffeur pour emmener une mystérieuse cargaison à travers les États-Unis, désormais un monde post-apocalyptique.
Dans une histoire centrée sur son personnage, on apprend que la défaite des Vengeurs est due en partie à la trahison des Thunderbolts, une équipe de super-vilains repentis en qui Clint avait toute confiance. Quarante-cinq ans plus tard (soit avant l'histoire de Old Man Logan), il apprend qu'il est atteint d'un début de cécité et décide de se venger des traîtres avant de devenir complètement aveugle.
Dans cet univers, Barton a plusieurs ex-femmes, dont Tonya Parker (fille de Peter Parker) avec qui il a eu une fille, Ashley.

## Apparitions dans d'autres médias
Sauf indication contraire, les informations mentionnées dans cette section peuvent être confirmées par la base de données cinématographiques IMDb,  présente dans la section « Liens externes ».

### Films
Animations
- 2007 : Next Avengers: Heroes of Tomorrow
- 2013 : Iron Man: L'Attaque des technovores

Interprété par Jeremy Renner dans l'univers cinématographique Marvel
- 2011 : Thor réalisé par Kenneth Branagh (caméo)
- 2012 : Avengers réalisé par Joss Whedon – Sous une base souterraine du SHIELD, il est présent lors de l'apparition de Loki sur Terre. Ce dernier prend le contrôle de son esprit grâce à son sceptre. Puis lorsque Loki se fait capturer et enfermer dans l'héliporteur du SHIELD, Hawkeye mène l'assaut contre ses collègues agents afin de le libérer. Mais Black Widow parvient à le faire revenir à la raison. Il prend donc part au combat avec les Avengers contre les Chitauris pour se venger de la manipulation dont il a été la victime.
- 2014 : Captain America : Le Soldat de l'hiver réalisé par Anthony et Joe Russo (scène coupée)
- 2015 : Avengers : L'Ère d'Ultron réalisé par Joss Whedon – Il participe au début à la mission en Sokovie qui consiste à récupérer le sceptre de Loki détenu par HYDRA. Mais au cours de la mission, Vif-Argent le bouscule et un bunker ennemi le blesse sévèrement. Puis après l'affrontement entre l'armure Veronica et Hulk, toute l'équipe fait profil-bas dans la demeure familiale d'Hawkeye, qui a en réalité une femme et deux enfants. Il est présent lors de la naissance de Vision à la tour des Avengers et participe à la bataille finale en Sokovie contre les sentinelles d'Ultron. C'est au cours de cette bataille que Vif-Argent lui sauve la vie au péril de la sienne alors qu'il venait en aide à un garçon séparé de sa mère. À la fin, il retourne auprès de sa famille.
- 2016 : Captain America: Civil War réalisé par Anthony et Joe Russo – Hawkeye n'ayant pas signé les Accords de Sokovie car il avait pris sa retraite fut finalement contacté par Captain America pour arrêter une escouade de tueurs soviétiques. Mais c'était sans compter la venue de l'équipe de Iron Man (War-Machine, Black Widow, Vision, Black Panther et Spider-Man) pour les stopper à l'aéroport de Leipzig. Il sera finalement enfermé au Raft avant d'être libéré par Captain America.
- 2018 : Avengers: Infinity War réalisé par Anthony et Joe Russo - mentionné seulement, il est toujours caché avec Scott Lang, dit Ant-Man, après les évènements de Captain America : Civil War.
- 2019 : Avengers: Endgame réalisé par Anthony et Joe Russo - il apparaît dans la première scène du film, où il voit sa famille disparaître, puis plus tard sous l'apparence de Ronin. Il est ensuite rappelé au sein des Avengers par Black Widow.

### Télévision
- 1960 : The Marvel Super Heroes (série d'animation)
- 1994-1996 : Iron Man (série d'animation)
- 1999 : Avengers (série d'animation)
- 2009 : The Super Hero Squad Show (série d'animation)
- 2009 : Iron Man: Armored Adventures (série d'animation)
- 2010-2012 : Avengers : L'Équipe des super-héros (série d'animation)
- depuis 2013 : Avengers Rassemblement (série d'animation)
- 2021 : Hawkeye (série télévisée)
- 2021-2023 : What If...? (série télévisée d'animation)

### Jeux vidéo
- 2016 : Lego Marvel's Avengers
- 2019 : Fortnite : dans un mode de jeu, il est possible d'utiliser son arc.[réf. souhaitée]
- Ultimate Marvel Vs Capcom 3

### Comparaison avec le personnage ducomics
Contrairement aux comics, le Clint Barton (interprété par Jeremy Renner) est gaucher, comme l'acteur. C'est pour cela qu'il tient l'arc dans la main droite et tire la flèche de la main gauche dans les films Avengers.
Cependant pour sa courte apparition dans le film Thor, il manipule un arc pour droitier et tient donc l'arc dans sa main gauche comme dans le comic original.